# Léonard (série télévisée d'animation)
Pour les articles homonymes, voir Léonard.
Léonard est une série télévisée d'animation 3D française en 78 épisodes de 8 minutes, adaptée de la bande dessinée homonyme de Bob de Groot et Turk et diffusée à partir du 25 décembre 2009 sur Canal J puis rediffusée sur Gulli.

## Synopsis
La série met en scène les aventures de Léonard, un inventeur, qui a chaque jour de nouvelles idées. Il est accompagné de Basile, son disciple paresseux et maladroit.

## Personnages
- Léonard : génie infatigable, il ne vit que pour la science.
- Basile : disciple de Léonard, il est entièrement dévoué à son maître et teste ses inventions.
- Mathurine : elle veille à ce que Léonard et Basile ne manquent de rien.
- Raoul : un chat tigré qui a la particularité de parler. Il joue souvent les infirmiers auprès de Basile.
- Bernadette : une souris qui a pour meilleur ami le chat Raoul. Curieuse, elle assiste à toutes les expériences de Léonard.
- Yorrick : un crâne vivant se tenant sur un socle (dans la BD il n'a pas de socle) qui apparait rarement et qui a un rôle de figuration dans la série.

## Fiche technique
- Titre original : Léonard
- Autres titres : Contraptus (États-Unis, Royaume-Uni)
- Création : Bob de Groot, Turk
- Réalisation : Philippe Vidal
- Scénarios : Stéphane Bernasconi, Joël Bassaget, Cécile Favre, Judith Serfaty, Emmanuelle Aubert, Muriel Achéry, Chris Arsonneaud Saché, Christophe Poujol, Thomas Forwood, Julien Magnat, Mathilde Maraninchi, Antonin Poirée, Martin Réa, Julien Monthiel, Baptiste Heidrich, Stève Balissat
- Musique : Laurent Bertaud, Jean-Christophe Prudhomme
- Sociétés de production : Ellipse Animation, Gulli, Canal J, Araneo
- Pays :  France
- Langue : français
- Nombre d'épisodes : 78 (1 saison)
- Durée : 8 min.
- Dates de première diffusion :  France : 25 décembre 2009

## Distribution
- Marc Saez : Léonard / Raoul Chatigré
- Benoît Du Pac : Basile / Robot « Le savais-tu ? »
- Magali Rosenzweig : Mathurine / voix additionnelles
- Gilbert Lévy : voix additionnelles

- - Direction de plateau : Gilbert Lévy
  - Studio d'enregistrement : Lylo

## Épisodes
1. Maison volé
2. Télékinésie
3. Plus haut
4. Super super
5. Dansez maintenant
6. Coupe au carré
7. Majord-o-matic
8. Vitaminus
9. Mange-o-matic
10. Métalliquement vôtre
11. La Vérité, s’il ment
12. Poisson d’avril
13. Pas de pompier sans feu
14. Baladez-vous
15. Épile poil
16. Léo là-haut
17. Pas vu pas pris
18. Trop costaud
19. Portrait craché
20. Dard-dare
21. Debout disciple
22. Anti-tout
23. Jour Nuit
24. Ménage express
25. La Baballe à Basile
26. Chasse au trésor
27. La porte !
28. Léo Noël
29. Duplicator
30. Pizza Léonarda
31. Bon chien
32. Télé-moi
33. Zizanie
34. Épouvantable
35. Un génie de trop
36. Tournez manège
37. Cryogénie
38. Ça roule!
39. Étoile fuyante
40. Léoporteur
41. Invisible
42. Nounoutor
43. Fête au village
44. Robot Sait-tout
45. Bazilla
46. Quel talent !
47. Ruée vers l’or
48. Avez-vous vu Mathurine ?
49. Chien infidèle
50. Un génie et un couffin
51. La voix du maître
52. Pause!
53. Basile Rock
54. Déprime à bord
55. Élémentaire
56. Au coin, disciple !
57. Songes en stock
58. Léonard-la-série.com
59. Disciple Web
60. Léonardor
61. Professeur Processeur
62. C'est du propre
63. Comte Basila
64. Circo Robot
65. Génie en kit
66. Amnésie
67. Exil
68. Le Génie de l'amour
69. Ré-évolution
70. Porte-bonheur
71. Cousin Gustave
72. Bouffée de bonheur
73. Caméléo
74. Un génie averti
75. Air de génie
76. Le moyen faible
77. Tunique à deux jambes
78. Génial Basile